# Pepsiman
 (février 2025).
Si vous disposez d'ouvrages ou d'articles de référence ou si vous connaissez des sites web de qualité traitant du thème abordé ici, merci de compléter l'article en donnant les références utiles à sa vérifiabilité et en les liant à la section « Notes et références ».
 (avril 2025).
Le contenu est difficilement compréhensible vu les erreurs de traduction, qui sont peut-être dues à l'utilisation d'un logiciel de traduction automatique.
Pepsiman est un jeu d'action développé et publié par KID pour la PlayStation. Le jeu est sorti au Japon le 4 mars 1999, est basé sur l'éponyme mascotte super-héros japonaise pour le soda Américain Pepsi. Le but est pour le joueur de se concentrer pour éviter des obstacles en courant, faire un sprint, et sauter, pendant que Pepsiman court automatiquement vers avant à travers chaque niveau du jeu.
Le jeu était fait avec un petit budget, qui a poussé les développeurs à faire des vidéos entre niveaux qui montre un homme en buvant un Pepsi, comme ils étaient moins chers à produire. Le jeu présente aussi des scènes cinématiques en 3D, dans lequel les modelés en 3D sont faits par futur écrivain des Visual Novels, Kotaro Uchikoshi. Tandis qu’un éditeur américain a examiné les droits pour publier le jeu aux États-Unis, c’était un jeu exclusif au Japon.
Les critiques comparent fréquemment Pepsiman aux autres jeux, y compris Crash Bandicoot, et ont commenté sur sa simplicité et son prix, qui était pensée d’avoir prix bas. Un écrivain pour Complex l'a inclus sur une liste de jeux vidéo d'entreprise qui « Ne craignait pas. Il commentait que le jeu n'était pas mal si le joueur peut tolérer la grande quantité des puiblicités qu'il a ». Selon Uchikoshi, le jeu n'est pas très bien vendu.

## Système de jeu
Pepsiman est un jeu d'action qui est constitué de quatre niveaux, chacune divisé en segments plus petits, et chacune impliquant le super-héros Pepsiman en sauvant un personne qui est déshydraté, tels qu'un homme militaire dans le milieu d'un désert, en donnant un canette de Pepsi. Les trois premiers niveaux sont basés sur des lieux réels, San Francisco, New York City et Texas. Le dernier niveau se déroule dans Pepsi City. Le jeu est joué d’un point de vue à la troisième personne, avec Pepsiman qui court automatiquement vers avant les niveaux, quelquefois en courant à travers des maisons et autres bâtiments. Le joueur contrôle Pepsiman lui-même, et essaie d'esquiver des obstacles, comme des voitures, des grues de construction, et des gens, ainsi que des obstacles marqués Pepsi, comme un camion de Pepsi. Le joueur le fait en utilisant quatre mouvements différents : courir, un dash, un saut et un super-saut. Le joueur gagne des points en collectant des canettes de Pepsi.
Dans certains niveaux, la tête de Pepsiman devient bloquée dans un baril en acier, qui inverse les commandes, et dans quelques autres, il fait du skateboard, ce qui demande au joueur d'éviter tous les obstacles. Tout au long de chaque niveau, il y a des points de contrôle ; si Pepsiman est frappé par les obstacles beaucoup de fois, le joueur doit recommencer du dernier point de contrôle. Chaque niveau fini avec Pepsiman chassé par un objet, comme un grand canette de Pepsi. Entre les niveaux, le joueur est montré vidéos d'un homme américain (joué par Mike Butters) en buvant un Pepsi et mangeant des frites et pizza pendant qu'il voit Pepsiman.

## L'arrière-plan et développement
Pepsiman est basée sur la mascotte du même nom, qui était créé par la branche japonaise de Pepsi. Le personnage, à qui son passé fictionnel dit qu'il était un scientifique qui était transformé en une super-héros après avoir entré en contact avec Le Pepsi Sacré, était présent dans des publicités japonaises. Il était aussi dans la version japonaise de jeux-vidéo Fighting Vipers. Il devient populaire au Japon, et donne naissance à Lemon Pepsiman et Pepsiwoman, et Pepsi a décidé de promouvoir le personnage avec un jeu vidéo.
Le jeu était développé par le développeur de jeux-vidéos Japonais KID. Il était fait à petit budget, ce qui a conduit à la décision de faire des scènes vidéos à bas coût de l'acteur Mike Butters en buvant de Pepsi. Le jeu aussi utilisé des cinématiques en 3D,qui sont modelées par Kotaro Uchikoshi, qui depuis deviendra le scénariste pour les visual novels à KID. C'était le premier travail de Uchikoshi; il avait été embauché pour planer les adaptations des jeux de société à des jeux-vidéos, mais il a fini par être partie du développement de Pepsiman à la place, qui était déjà en progressé en 1998. Le jeu était sorti au Japon par KID pour la PlayStation le 4 mars 1999 ; pendant qu'un éditeur américain envisageait d'acquérir les droits pour publier le jeu aux États-Unis, il est resté une exclusivité japonaise. Malgré cela, le jeu est complètement en anglais, pas en japonais (bien qu'avec des surtitres en japonais pour le dialogue). Selon Uchikoshi, le jeu ne s'est pas bien vendu.
En 2019, le jeu était présent dans un épisode de la série web comique de James Rolfe, Angry Video Game Nerd, dans laquelle Butters a repris son rôle des cinématiques de jeu. La bande-son pour le jeu a reçu une sortie en vinyle en 2020 pour le label européen Chipped Records.

## Accueil
Les rédacteurs pour le magazine Famitsu ont appelé le jeu super-simple, en le comparant à Metro-Cross et Paperboy, et l'appelle une version simplifiée de Crash Bandicoot. Des autres ont fait des commentaires similaires Un évaluateur pour le site web IGN aussi l'a comparé à Crash Bandicoot, a décrit la jouabilité comme « Simple [et] basé sur la mémorisation des itinéraires et a dit que le jeu serait rappelé pour son intrigue très bizarre ». Ils sentaient encore que le jeu n'était pas mal, et qu'il valait le prix, à prix bas. James Mielke au site web GameSpot a appelé le jeu un « Petite distraction classe, et a dit que la jouabilité était semblable aux dynamiques de la vieille école ». Il a commenté sur l'importation et dit qu’il était dur de trouver l’importation de celui-ci. Le magazine de Gamers' Republic a évalué le jeu avec un B−. Gamers' Republic plus tard a listé le jeu dans son guide d'achat de jeux-vidéos de 1999  et prévue de l'an 2000  comme un des meilleurs jeux à importer du Japon cette année-là.
En 2011, Allistair Pinsof au site web Destructoid a évalué le jeu, en l'appelant un mélange entre Paperboy et Muscle March en termes de complexité et cadence, et a comparé la jouabilité à Crash Bandicoot. Il l'a trouvé à être « Un tel, une prémisse si glorieusement tordue, charmant spectacle qui il sera difficile de ne pas l’aimer. Que la raison principale pour jouer au jeu, c'est de la pure folie de celui-ci. En disant que le jeu est obsédé avec les États-Unis, et représentent les Américains comme des péquenauds antihygiéniques dans une manière qui le fait incertain s'il est une parodie qui se connaît bien ou pas. Il a conclu que le jeu était drôle, mais pas bon, et que la prémisse ridicule et ces grandes quantités de petits détails rend le jeu charmant et sans cervelle » . En 2013, Justin Amirkhani au magazine de Complex a inclus que le jeu dans une liste de jeux vidéo marqué de l’entreprise qui « Ne craint pas, en disant que les graphismes de jeu n'ont pas bien veillé, il était mécaniquement similaire à Temple Run, qui Amirkhani appelle son jeu favori sur les plateformes d'iOS. Il a conclu que Pepsiman n’était pas un mauvais jeu pour ceux qui ont des réflexes rapides, aussi longtemps qu'ils peuvent être contents avec la grande quantité de publicités ans le jeu ; il affirme que Pepsiman était l’advergame (jeu publicitaire) avec la plus grande quantité de logos-par-seconde ».
En 2015, le magazine Retro Gamer l'a listée comme numéro 18 sur sa liste de « Les meilleures 20 jeux de Playstation que vous n'avez jamais joués ».
| Publication        | Score  |
| ------------------ | ------ |
| Famitsu            | 25/40  |
| GameFan            | 90/100 |
| Joypad             | 2/10   |
| Gamers' Republic   | B-     |
| Planet Playstation | 88/100 |